# Dexithea fabricii
Dexithea fabricii är en skalbaggsart som först beskrevs av Louis Alexandre Auguste Chevrolat 1860.  Dexithea fabricii ingår i släktet Dexithea och familjen långhorningar. Inga underarter finns listade i Catalogue of Life.